# Doubtful Crumbs
Doubtful Crumbs (deutsch etwa Zweifelhafte Brosamen) ist der Titel eines Gemäldes von Edwin Henry Landseer (1802–1873) aus den Jahren 1858/59. Es gehört zum Bestand der Wallace Collection in London und zeigt einen großen hellen und einen kleinen dunklen Hund mit Knochen.
Das Werk gehört in eine Reihe von Tierdarstellungen, vornehmlich solchen mit Hunden, worin der Maler durch die Bildtitel eine Deutung im Sinne menschlicher Befindlichkeiten nahelegte. Das Gemälde wurde populär durch seine Vervielfältigung als Stich.

## Beschreibung
Ein gepflegter Bernhardiner schlummert in seiner Hundehütte, den Kopf zwischen den Vorderpfoten, die er über den Rand der Hütte locker auf einen Knochen gelagert hat. Die Pfoten scheinen eher zufällig darauf zu liegen, aber sie halten den Knochen fest.
Ein kleiner Straßenhund sitzt seitlich vor der Hütte. Er starrt hungrig auf den großen, noch nicht ganz abgenagten Knochen und auf einen Knochensplitter, der etwas abseits und in Reichweite im Vordergrund liegt. Dem kleinen Hund hängt die Zunge aus dem Maul, er lechzt nach dem Splitter und hat seine rechte Pfote wie zum Sprung bereits erhoben.
Die naturalistische Malweise differenziert die beiden Tiere: das helle Fell des großen, schlummernden Hundes zeigt eine weiche Pinselführung, der kleine, dunkle Hund ist in kräftigen, unruhigen Strichen gemalt. Hütte und Steinfliesenboden werden akademisch exakt erfasst, und die Details – die Kette an der Hüttenwand, das Hundehalsband und das Stroh auf dem Boden – sind genau beobachtet. Die Farbigkeit variiert Grün-, Braun- und Ockertöne mit Schwarz, Blau und Weiß. Spuren von Rot finden sich in der Zunge des kleinen Hundes und im Knochen.

## Titel und Deutung
Der Titel Doubtful Crumbs – wörtlich übersetzt: „Zweifelhafte Krümel“ (Diminutiv von Krume) – kennzeichnet zunächst den Konflikt des kleinen Hundes: Ist wenigstens der Knochenkrümel für mich erreichbar oder nicht?
Bis mindestens 1902 war das Gemälde der Wallace-Sammlung unter einem weiteren Titel verzeichnet gewesen: Looking for the Crumbs that Fall from the Rich Man's Table. Dieser Titel verweist auf die Brotkrümel, die engere Bedeutung des Wortes crumbs, und damit auf ein Gleichnis-Motiv im Neuen Testament: die Brosamen, die von des Reichen Tische fallen: Es war aber ein reicher Mann, der kleidete sich mit Purpur und köstlicher Leinwand und lebte alle Tage herrlich und in Freuden. Es war aber ein Armer mit Namen Lazarus, der lag vor seiner Tür voller Schwären und begehrte sich zu sättigen von den Brosamen, die von des Reichen Tische fielen […].
Ein moralischer Ausdruck der Gesten des großen, satten und des kleinen, hungrigen Hundes scheint indes zweifelhaft. Der Blick ist vielmehr auf die unterschiedlichen sozialen Daseins- und Wahrnehmungswelten und die damit verbundenen menschlichen Empfindungen gerichtet. Die Wallace Collection ordnet Landseers Bildmotiv als „humorvolle Gegenüberstellung“ ein.

## Einordnung
Menschliche und soziale Gegebenheiten hat Edwin Landseer bereits in den 1830er Jahren in anderen Hundegemälden nicht nur ins Bild gesetzt, sondern auch deren Deutung insbesondere durch die Bildtitel wiederholt nahegelegt. So veranschaulichte er zum Beispiel den Gegensatz satter und hungriger Hunde sowie den großen und den kleinen Hund mit ins Menschliche weisenden Titeln.

### Satt und hungrig

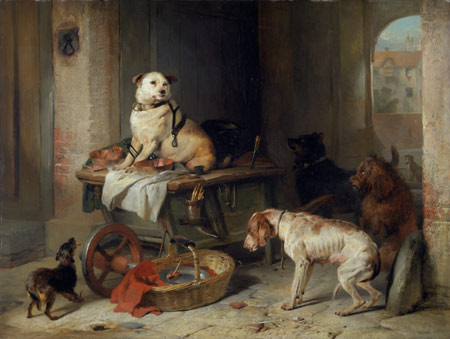
Edwin Henry Landseer: A Jack in Office, um 1833. Öl auf Holz, 50,2 × 66,1 cm. Victoria and Albert Museum, London

Ein Hundebild Landseers mit dem Titel A Jack in Office aus den Jahren um 1833 zeigt eine Gruppe abgemagerter Straßenhunde, die in einer Gasse, die zum Eingang eines Hauses führt, einen Schubkarren umringt, auf dem ein wohlgepflegter und zu fett gewordener Terrierhund thront. Neben ihm auf dem Karren erkennt man die kupfernen Utensilien seiner Fütterung. Auf dem Boden in einem Korb, in dem ihm sein üppiges Picknick aus dem Hause überbracht worden ist, befindet sich ein großer Zinnteller mit einem Rest des Fressens, der von einem der Straßenhunde im Vordergrund rechts gierig fixiert wird. Der Hund ist bis auf die Knochen abgemagert. Ein anderer, kleinerer Hund links schaut zu dem hohen Tier auf, ebenso wie zwei weitere Hunde im dunklen Raum der Eingangsgasse hinter dem Karren. Die Hunde im Vordergrund tragen ihre Schwänze eingekniffen, ein Zeichen ihrer Angst vor dem Hund auf dem Schubkarren.
Ein jack in office ist im Englischen ein Straßenausdruck für den Amtsträger in untergeordneter Position, der sich für ungeheuer wichtig hält. Die herrschaftliche Geste hält die Hunde, so ein Rezensent, davon ab, von dem zu probieren, was er übriglässt.

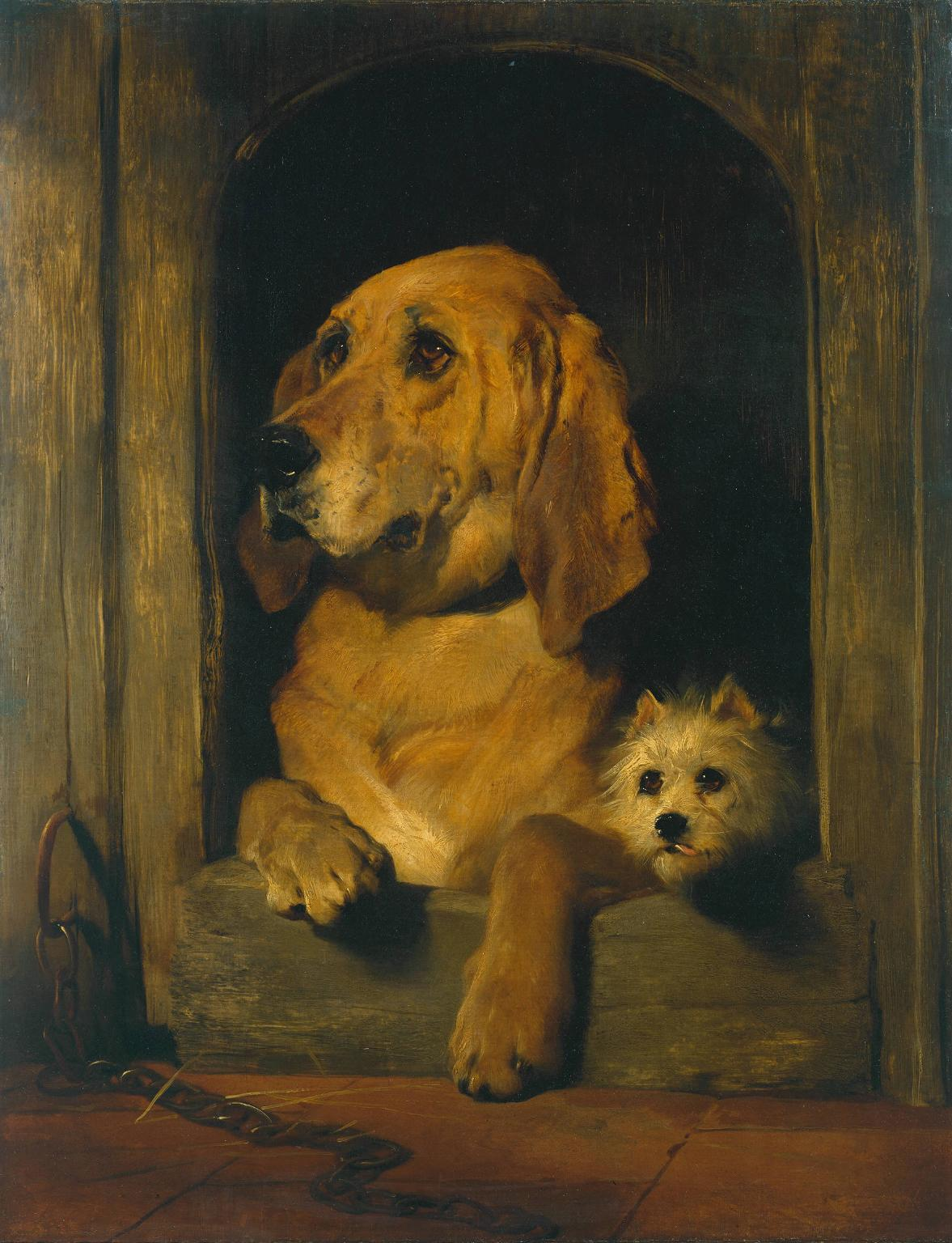
Edwin Henry Landseer: Dignity and Impudence, 1839. Öl auf Leinwand, 88,9 × 69,2 cm. Tate Gallery, London

### Groß und klein
Das Motiv des kleinen und des großen Hundes stellte Landseer 1839 in einem Gemälde dar, dem er den bedeutungstragenden Titel Dignity and Impudence (Würde und Frechheit) gab. Zu sehen sind zwei Hunde in einer Hundehütte (der späteren Hütte des schläfrigen Bernhardiners nicht unähnlich). Ein Bloodhound hält hocherhobenen Hauptes die wohlgekämmten Pfoten elegant übers Hüttengeländer und blickt in sich versonnen in die Ferne. Daneben lugt ein kleiner West Highland Terrier unten aus der Hüttenecke, der den strubbeligen Kopf gerade so eben über die Stufe hinaus recken kann und dabei seine kleine, rosa Zunge aus dem Maul streckt. Der kleine Freche folgt der Blickrichtung des großen Würdigen nicht, sondern schaut eine Etage tiefer neugierig knapp am Betrachter vorbei. Den Großen interessiert der Kleine nicht; er scheint ihn vielmehr mit Gleichmut zu dulden und in Gelassenheit zu ignorieren.

Die Malweise entspricht dem Ausdruck der beiden Tiere: Das Fell des Bloodhounds ist mit weichem Pinsel vielschichtig angelegt, das des kleinen Terriers erhält durch die knappe, expressive Strichführung seinen leicht stachligen Ausdruck.

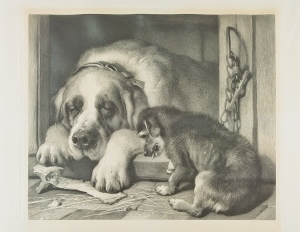
Thomas Landseer (1795–1880): Stich (Mischtechnik) nach Edwin Henry Landseer, 1862, 74 × 81,7 cm. Metropolitan Museum of Art, New York

## Rezeption
Edwin Henry Landseers Gemälde wurden ihm von privaten Sammlern abgekauft und waren deshalb zunächst für die Öffentlichkeit nur auf einer Ausstellung oder gar nicht zugänglich. Seine Bekanntheit als Maler fußte auf den für ihn finanziell ertragreichen Drucken seiner Gemälde. Drucker waren unter anderem Landseers Bruder Thomas, der 1862 einen Stich von Doubtful Crumbs anfertigte. Rezensenten reagierten durchweg auf die Veröffentlichung der Drucke, so wie beispielsweise der Schriftsteller Charles Clarke, der anhand des Drucks von Doubtful Crumbs 1869 einen begeisterten Artikel veröffentlichte.
Die Gemälde Landseers befinden sich heute weitgehend in öffentlichen Museen, ebenso wie die Drucke, die bis heute noch in privaten Sammlungen und gelegentlich auf dem Kunstmarkt zu finden sind.

## Provenienz
Das Werk wurde erstmals 1859 in einer Ausstellung der Royal Academy in London gezeigt; Landseer war seit 1831 Mitglied der Academy. Elhanan Bicknell (1788–1861), ein Geschäftsmann und Kunstmäzen, erwarb die Doubtful Crumbs für seine Kunstsammlung. Nach Bicknells Tod gaben die Erben die Sammlung am 25. April 1863 in einer Auktion bei Christie’s zum Verkauf; die Doubtful Crumbs wurden (als Lot Nr. 105) für Richard Seymor-Conway, 4. Marquess of Hertford, ersteigert und befinden sich seither im damaligen Stadtpalais der Familie, Hertford House in London, in der heutigen Wallace Collection.